# كايد علي خان (الريف الشرقي)
كايد علي خان (بالفارسية: کایدعلی‌خان) هي منطقة سكنية تقع في إيران في قسم الريف الشرقي الريفي. يقدر عدد سكانها بـ 499 نسمة بحسب إحصاء 2016.